# Saal an der Saale
Saal an der Saale (conosciuto anche come Gemeindegebietsreform) è un comune tedesco di 1 576 abitanti, situato nel land della Baviera.
È bagnato dalla Saale di Franconia, un affluente del Meno.